# Вилла Вобан

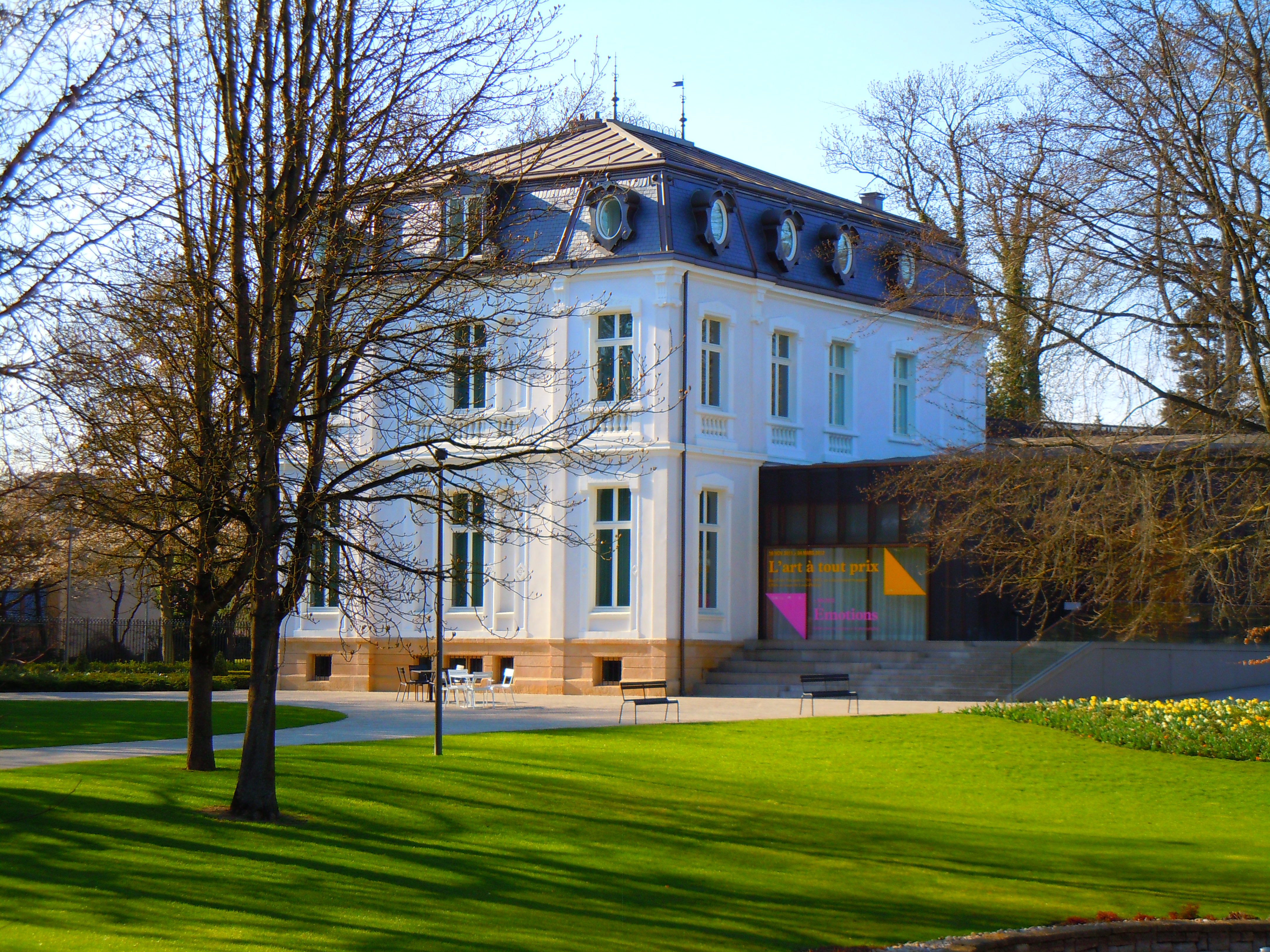
Вилла Вобан

Вилла Вобан (люкс. Villa Vauban) — художественный музей столицы Великого герцогства Люксембург, города Люксембург, в котором собрана коллекция произведений классического искусства. Он расположен в построенной в 1873 году вилле на территории нынешнего городского парка.

## Общие сведения
Вилла Bобан расположена по адресу:
- 18, Avenue Emile Reuter, Luxembourg
- телефон: (352) 47 96 49 01
- Стоимость входных билетов: для взрослых — 5 евро, для студентов, учащихся и пенсионеров — 3 евро.

## Здание
Вилла названа в честь французского военного архитектора и инженера Себастьяна де Вобана (1633—1707), построившего в XVII столетии в Люксембурге крепость, на месте которой стоит ныне Вилла Вобан. Согласно решениям Лондонской конференции 1867 года, эту крепость срыли, и центральная часть города Люксембург была реконструирована по плану французского архитектора Эдуара Франсуа Андре. В 1868 году территорию, на которой находилась старая крепость, приобрёл люксембургский фабрикант Габриель Мейер (1818—1905). В 1873 году, по заказу Мейера, люксембургский архитектор Жан-Франсуа Эйдт начинает строительство виллы в классическом стиле, однако уже в 1874 году Мейер продаёт этот участок другому люксембургскому промышленнику — Теодору де Гардану. В 1849 году город Люксембург выкупает его и в 1950—1952 годах перестраивает здание, чтобы открыть здесь художественный музей. В период с 1952 по 1959 год в здании временно располагался Европейский суд, затем на Вилле Вобан устраивались выставки произведений искусства. В 1992—1995 годы вилла служила временной резиденцией Великого Герцога. С 1995 года Вилла Вобан окончательно становится помещением Люксембургского музея искусств. В 2004—2010 годах архитекторы Диана Хейренд и Филипп Шмит провели реконструкцию музея, в результате которой выставочные площади увеличились на 2.000 кв.метров.

## Коллекция
Собрание произведений искусства Виллы Вобан включает в себя работы нидерландских художников XVII столетия (так называемого «Золотого века» голландской живописи), в том числе произведения рембрандтовской школы, Корнелиса Бега, Яна Стена. Герарда Дау, Давида Тенирса Младшего и др.; французской пейзажной живописи XVIII и XIX веков; произведения Эжена Делакруа, Жюля Дюпре, Жана-Луи Мессонье. В него также входят  работы других европейских художников XVII—XIX веков (Каналетто и др.) и полотна, скульптуры и графика собственно местных, люксембургских мастеров (Корнеля Ленца, Жана-Баптиста Фрезе, Пьера Блана и других. На верхнем этаже музея расположен отдел художественной фотографии. Собрание размещено тематически: в различных залах собраны работы разных стилей и эпох, посвящённых одной идее — материнству, пейзажу, детскому портрету, жанровым и бытовым сценкам, морской стихии, зиме и т. д. В значительной степени фонды музея пополняются за счёт подарков местных коллекционеров.

## Галерея

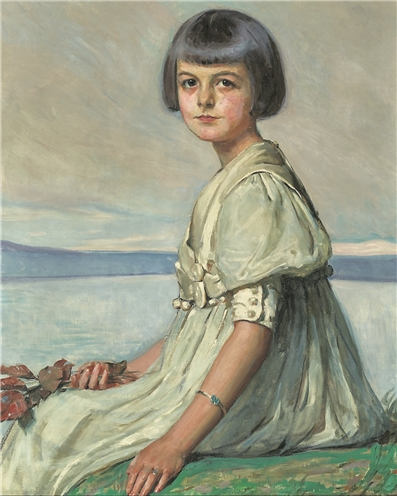
Пьер Блан «Портрет девочки» (1916)
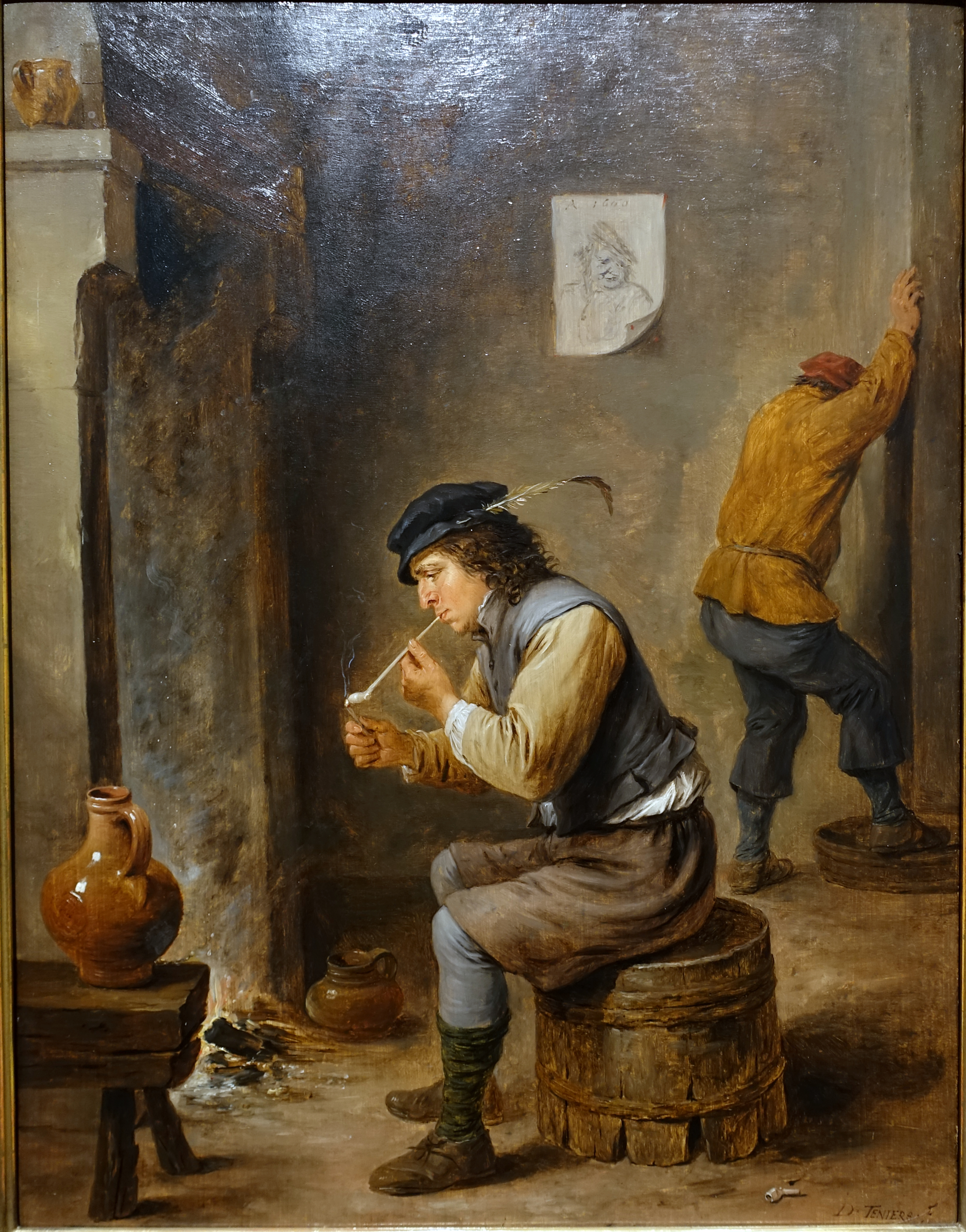
Давид Тенирс Младший «Курильщик» (1660)
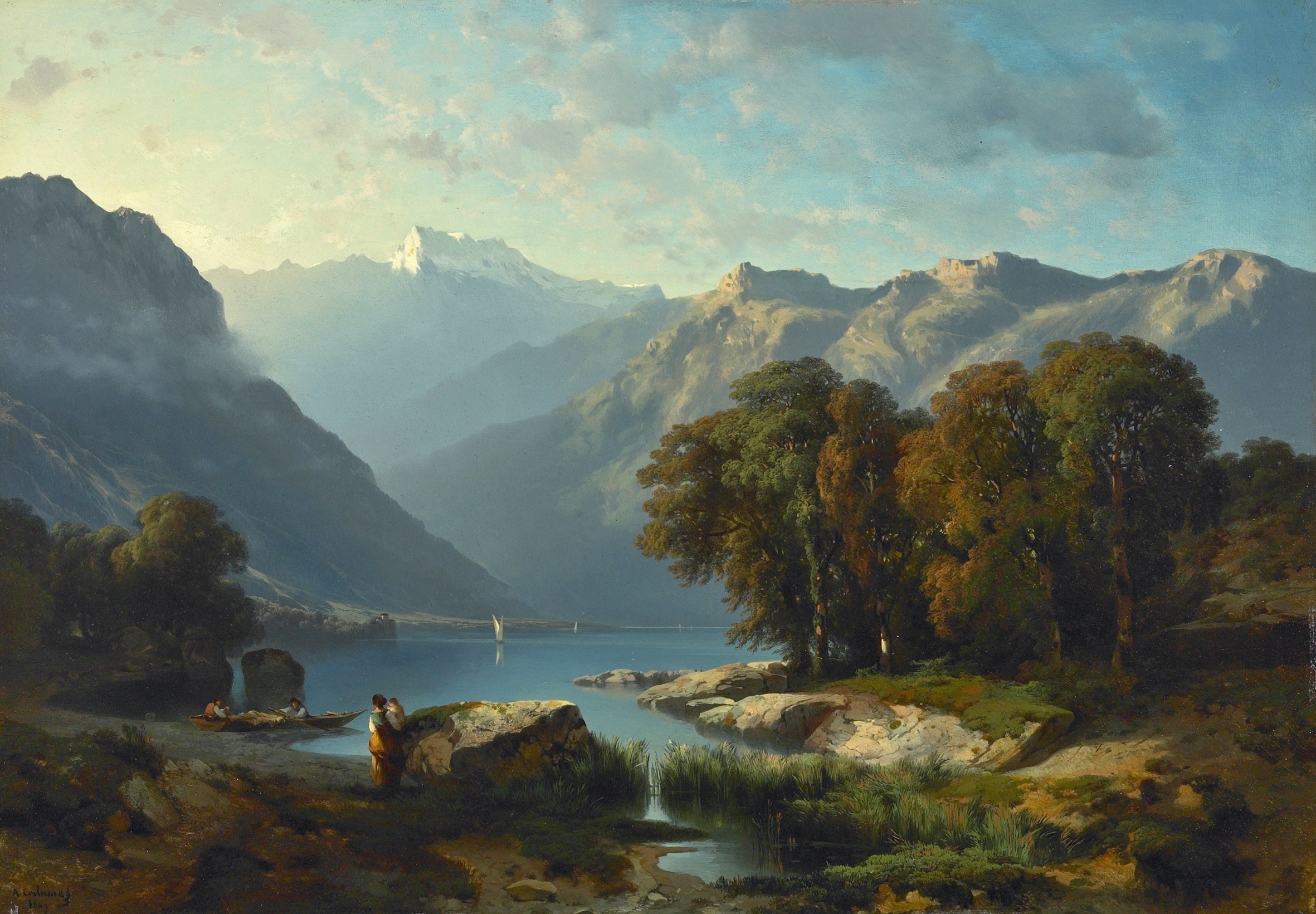
Александр Калам «Озеро Леман» (1849)
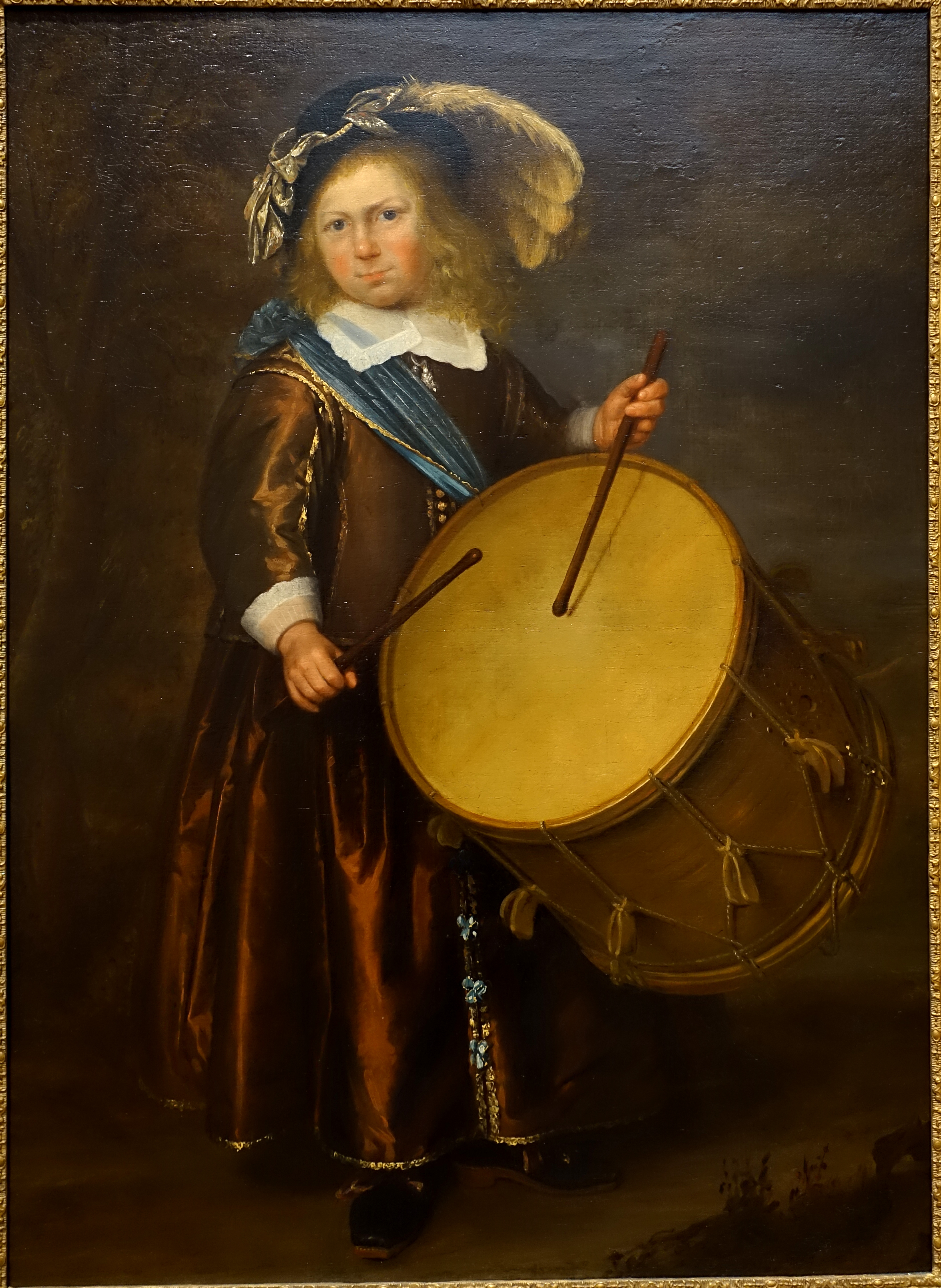
Школа Рембрандта «Мальчик с барабаном»
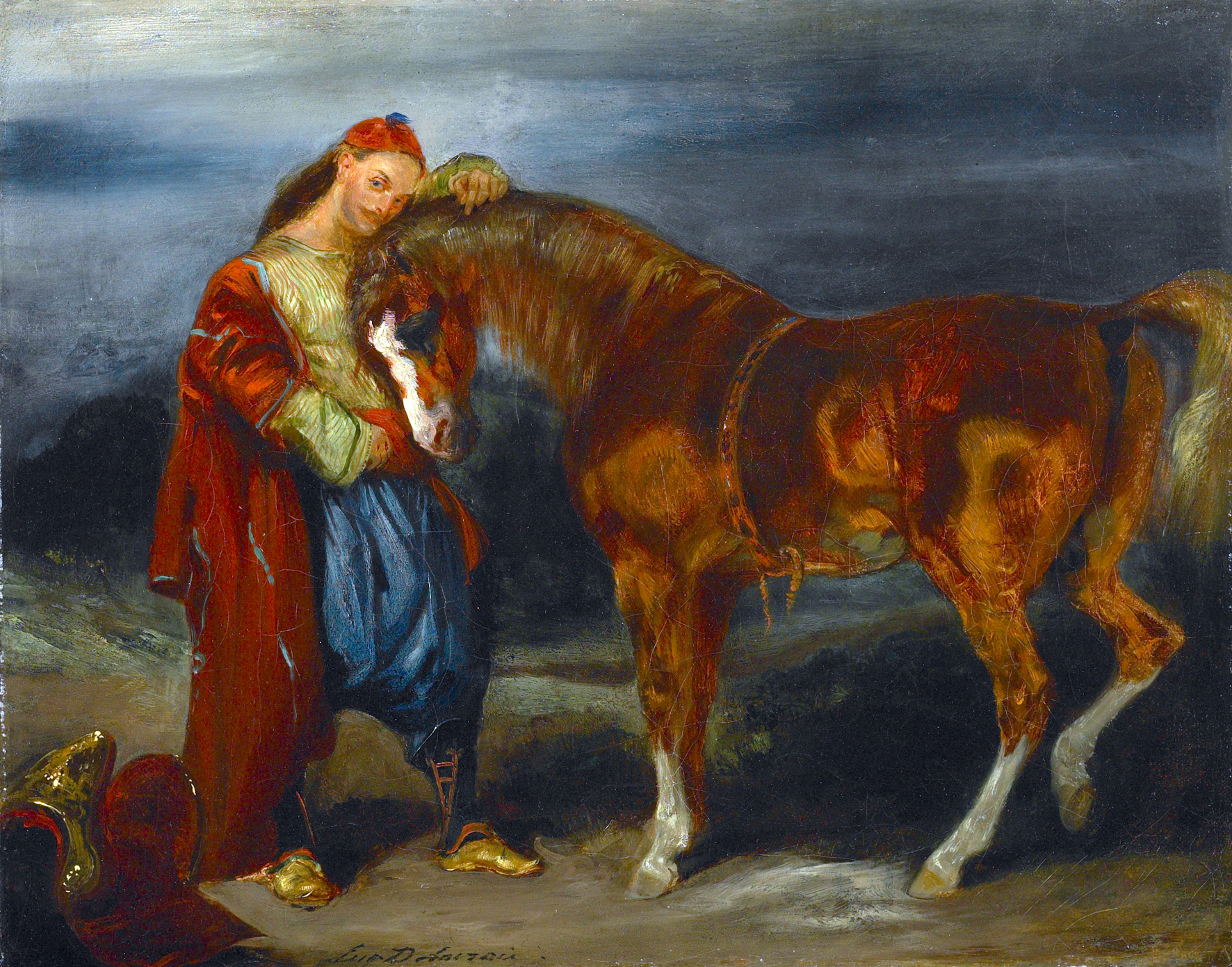
Эжен Делакруа «Молодой турок» (ок. 1825)
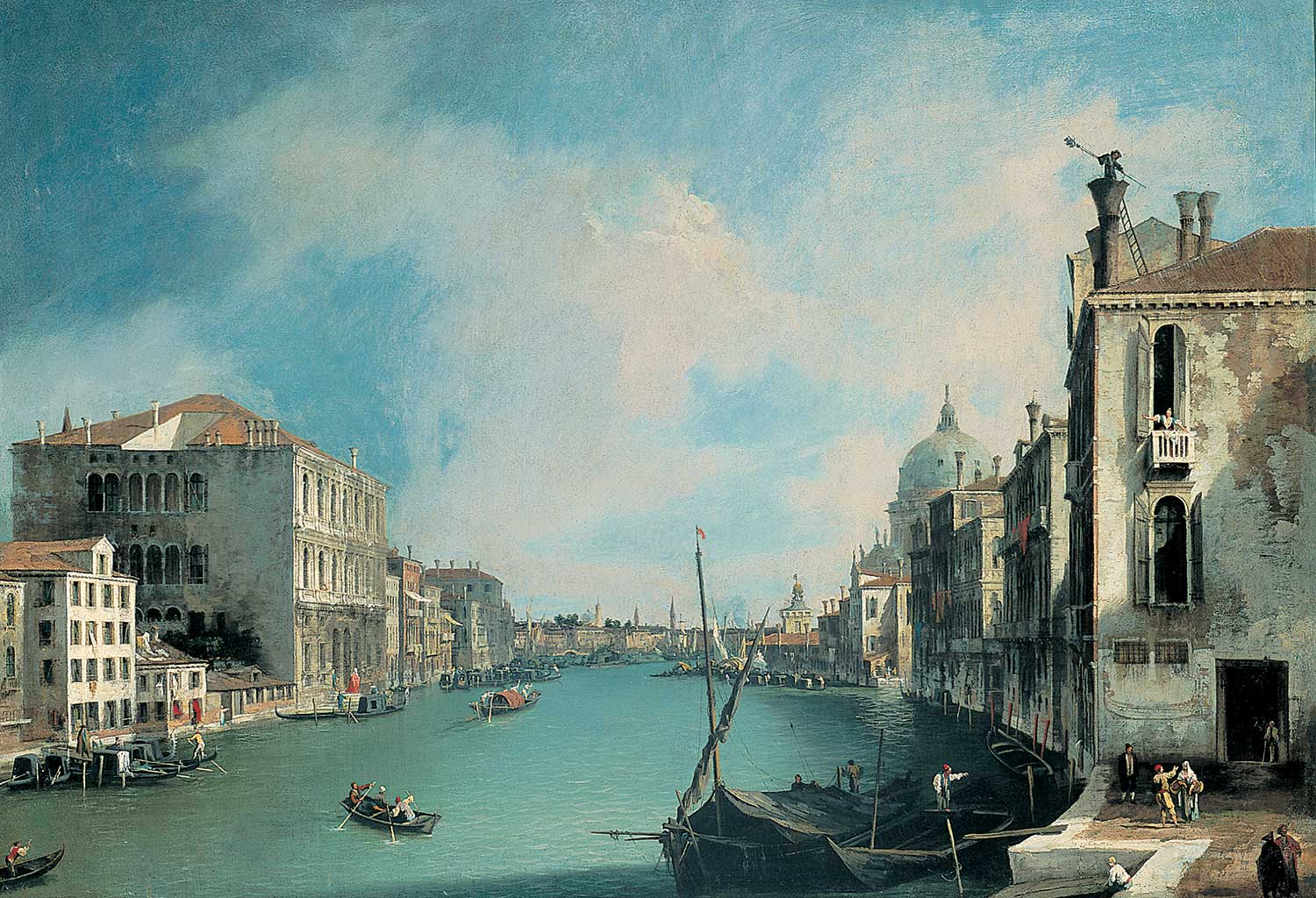
Каналетто «Канале Гранде» (ок. 1723)

## Часы работы
Музей открыт каждый день, кроме вторников с 10:00 до 18.00.